# Monte Paterson
El monte Paterson (en inglés: Mount Paterson) es una elevación de 2195 m s. n. m. de altura, ubicada a unos 3,2 kilómetros al noroeste del monte Carse en la cordillera Salvesen en Georgia del Sur, en el océano Atlántico Sur, cuya soberanía está en disputa entre el Reino Unido el cual las administra como «Territorio Británico de Ultramar de las islas Georgias del Sur y Sandwich del Sur», y la República Argentina que las integra al Departamento Islas del Atlántico Sur, dentro de la Provincia de Tierra del Fuego, Antártida e Islas del Atlántico Sur. Fue topografiado por el South Georgia Survey (SGS) en el período 1951-1957, y recibe el nombre de Stanley B. Paterson, ayudante topógrafo del SGS, entre 1955 y 1956.